# Sara Pellegrini
Sara Pellegrini (* 5. Mai 1986 in Varel, Niedersachsen) ist eine ehemalige italienische Skilangläuferin.

## Werdegang
Pellegrini startete im Dezember 2007 in Formazza erstmals im Skilanglauf-Alpencup teil und kam dabei auf den 21. Platz über 5 km klassisch und auf den zehnten Rang im 10-km-Massenstartrennen. Bei den U23-Weltmeisterschaften 2009 errang sie den 30. Platz im Skiathlon. Im Jahr 2011 erreichte sie mit Platz zwei in Ramsau am Dachstein und Rang drei in Pokljuka jeweils über 5 km Freistil ihre ersten Podestplatzierungen im Alpencup. Zu Beginn der Saison 2013/14 debütierte sie in Davos im Skilanglauf-Weltcup und belegte dabei den 50. Platz über 15 km Freistil. Im weiteren Saisonverlauf kam sie im Alpencup 11-mal unter die ersten Zehn. Sie holte bei der Minitour in Campra im Verfolgungsrennen ihren ersten Alpencupsieg und gewann damit auch die Minitour. Zudem errang sie in Campra den zweiten Platz über 10 km Freistil und in Rogla den zweiten Platz im 15-km-Massenstartrennen und erreichte zum Saisonende den zweiten Platz in der Gesamtwertung des Alpencups. Im Jahr 2015 gewann sie den Marcialonga Lights über 33 km. In der Saison 2016/17 holte sie in Planica über 10 km Freistil ihren dritten Sieg im Alpencup. Bei den nordischen Skiweltmeisterschaften 2017 in Lahti errang sie den 28. Platz im 30-km-Massenstartrennen. In der Saison 2017/18 kam sie mit sechs Podestplatzierungen, darunter vier Siege auf den zweiten Platz in der Gesamtwertung des Alpencups. Beim Saisonhöhepunkt den Olympischen Winterspielen 2018 in Pyeongchang lief sie auf den 38. Platz über 10 km Freistil und jeweils auf den 35. Rang im Skiathlon und im 30-km-Massenstartrennen.
In der Saison 2018/19 belegte Pellegrini den 27. Platz bei der Tour de Ski 2018/19 und holte damit ihre ersten Weltcuppunkte. Dabei errang bei der Abschlussetappe mit dem 26. Platz ihr bestes Einzelergebnis im Weltcup. Zudem erreichte mit sieben Top-Zehn-Platzierungen, darunter Platz zwei über 10 km klassisch in Planica, den sechsten Platz in der Gesamtwertung des Alpencups. Bei den nordischen Skiweltmeisterschaften 2019 in Seefeld in Tirol lief sie im Skiathlon und im 30-km-Massenstartrennen jeweils auf den 35. Platz. In der folgenden Saison wurde sie mit vier dritten und einen zweiten Platz, Zweite in der Gesamtwertung des Alpencups. Zudem startete sie in Oslo letztmals im Weltcup und errang dort den 43. Platz im 30-km-Massenstartrennen.

## Siege bei Continental-Cup-Rennen
| Nr. | Datum                | Ort            | Disziplin                   | Serie    |
| --- | -------------------- | -------------- | --------------------------- | -------- |
| 1.  | 16. Februar 2014     | Campra         | 10 km klassisch Verfolgung  | Alpencup |
| 2.  | 14.–16. Februar 2014 | Campra         | Gesamtwertung Minitour      | Alpencup |
| 3.  | 7. Januar 2017       | Planica        | 10 km Freistil              | Alpencup |
| 4.  | 6. Januar 2018       | Campra         | 10 km Freistil              | Alpencup |
| 5.  | 7. Januar 2018       | Campra         | 15 km Skiathlon             | Alpencup |
| 6.  | 17. März 2018        | Baqueira-Beret | 10 km klassisch Massenstart | Alpencup |
| 7.  | 18. März 2018        | Baqueira-Beret | 10 km Freistil Verfolgung   | Alpencup |

| Nr. | Datum            | Ort            | Disziplin                   | Serie    |
| --- | ---------------- | -------------- | --------------------------- | -------- |
| 1.  | 23. Februar 2014 | Oberwiesenthal | 3 × 5 km Staffel Freistil 1 | Alpencup |